# Gibson SG
Gibson SG — электрогитара, созданная компанией Gibson на основе гитары Gibson Les Paul в 1961 году.

## История
В 1958 году продажи гитары Gibson Les Paul были значительно ниже, чем в предыдущие годы. В следующем году компания Gibson изготовила тонкий, с плоскими концами корпус из красного дерева, имевший два выреза, который облегчал доступ к верхним ладам. Место соединения грифа и корпуса было перенесено на три лада выше для дальнейшего облегчения доступа к верхним ладам.
Производственные затраты значительно сократились из-за простой конструкции корпуса, а также благодаря тому факту, что новые Les Paul были объявлены, как имеющие «самое быстрое соединение грифа и корпуса в мире» из-за его тонкого профиля и небольшого крена. Новая модель была популярна, однако Лес Пола не устраивал её дизайн, вследствие чего он попросил удалить своё имя с неё (впрочем, из-за его договора, он всё-таки был сфотографирован с этой моделью несколько раз).
Новая модель по просьбе Лес Пола была названа «SG», аббревиатура которой обозначала «Цельная гитара» («Solid Guitar»). Хотя название Les Paul было официально удалено в 1961 году, на SG подпись Les Paul скрывалась до конца 1963 года.
Благодаря своей популярности и старинному наследию, стиль корпуса SG часто копируют другие производители, хотя гораздо реже, чем Les Paul и Fender Stratocaster. Ярким примером является ESP Viper.

## Дизайн гитары
SG обычно имеет цельный корпус из красного дерева, с чёрным пикгардом в форме «крыла летучей мыши». 24.75 дюймовый гриф из махагони соединён с корпусом на 19-м ладу. Набор электроники SG меньше, чем у Les Paul, но имеет традиционное сочетание двух звукоснимателей и Tune-O-Matic струнодержателя (или с тремоло, в зависимости от модели).
Стандартный SG имеет белые инкрустации грифа в форме трапеции, и инкрустированный логотип компании «Гибсон». SG Special опускает эти особенности, вместо этого использует более дешевую белую точечную инкрустацию и трафаретный логотип. SG Standard имеет громкость и тембр для каждого отдельного датчика, и трёхпозиционный переключатель, который позволяет игроку выбрать бриджевый звукосниматель, нековый звукосниматель, или оба вместе. На большинстве модификаций SG не предусмотрена возможность отсечки катушки хамбакера (переход в режим сингла). Исключение составляет, например, SG Guitar Center.
В некоторых моделях используется корпус других пород древесины, кроме красного дерева. Например, болотный ясень в SG Special и SG Voodoo или ореховое дерево в некоторых моделях 1970-х годов. Высококачественные модели иногда украшаются декоративными кленовыми колпачками, резными узорами и золотым оборудованием.

## Модели и вариации
При запуске SG в серийное производство в 1961 году, Гибсон предложил четыре варианта SG: SG Junior (урезанная версия стандарта, аналогичная Les Paul Junior), SG Special, SG Standard, и SG Custom. Тем не менее, основные текущие варианты Gibson по состоянию на 2010 год — это SG Standard и SG Special.
На протяжении многих лет, компания Gibson предлагала множество вариаций SG и продолжает выпускать специальные издания, в том числе такие модели, как Special и Faded Special, Supreme, Menace, Gothic, а также переиздания шестидесятых годов SG Standard и SG Custom.
|  |  |

Модели, которые были созданы в период между 1961 и 1965 годом имеют оригинальные небольшие накладки, в 1966 году гитара была слегка модифицирована другим грифом и современной большой полу-симметричной накладкой в форме крыла летучей мыши, впервые появившейся в 1967 году. Этот дизайн сохранялся до 1971 года, когда вариации SG с накладкой на передней панели управления продавались Лес Полом. Нижний конец SG-100 и P-90 оборудован датчиком от модели SG-200, появившимся к тому времени, а также роскошные SG Pro и SG Deluxe гитары.
Рычаг тремоло также был включён в модели.
В 1972 году дизайн вернулся с накладкой в оригинальном стиле и датчиками управления, но гриф был глубоко установлен в корпус, соединяясь примерно на 20-м ладу. К концу 1970-х годов, SG модели вернулись к первоначальному стилю 1960-х, и современные (с 1991 и по настоящее время) стандартные и специальные модели в основном возвратились к дизайну 1967—1969 годов, а конструкция, за немногими исключениями, по-прежнему сохраняет первоначальный стиль 1961—1967 годов.
В 1980 году в серию был введён первый SG с «активными» датчиками. Гибсон экспериментировал с SG моделями, включавшими электронное оборудование фирмы Moog, которое ранее было использовано в другой гитаре Gibson RD Artist. В результате SG имел немного толстый корпус для размещения дополнительных схем, и получил название Gibson SG-R1. SG-R1 была переименована в Gibson SG-R1 в 1981 году, и после этого производство было прекращено. Было произведено около 200 активных SG.
В 2008 году Гибсон представил Robot SG, особенность которой была моторизованная система настройки, разработанная компанией Tronical. Ограниченные варианты издания включают SG Robot Special и SG Robot LTD. Система Робот была разработана для удобства гитаристов, которым было необходимо менять настройки. Они не требовали ручной настройки или переноса нескольких гитар, но стоят значительно дороже.
В 2009 году Гибсон ввел сильную сырьевую линию SG, которая имела кленовый корпус, несвязанную кленовую шейку и гриф, а также уникальные цвета, которые не были ранее в SG. Цена этих моделей находится между начальным уровнем Special и более дорогих Standard. 2009 год также принёс эксклюзивные SG Standard с крановыми катушками в стиле 1950-х и 1960-х годов.
Гибсоновские EB-3, EB-0, EDS-1275 и поздние модели Melody Maker и Kalamazoo имеют общий или полностью общий корпус SG, но они не являются членами семьи SG.
Epiphone также предлагает целый ряд недорогих моделей, включая такие модели в стиле 1960-х годов, как проданная G-400. Эти модели имеют более простую конструкцию и низкое качество сборки, чем их коллеги из фирмы Gibson, но они реализовали ряд функций, ранее отсутствовавших на производстве модели SG. Эти модификации включают в себя 22 ладовую SG Express, ориентированную на металлическую линию Prophecy (оснащённую высокими выходными хамбакерами и уникальными инкрустациями), и копию Gibson EDS-1275, популяризованную Джимми Пейджем.

## Уникальные пользователи SG
- Ангус Янг, бессменный соло-гитарист известной австралийской рок-группы AC/DC играл и играет до сих пор на гитаре Gibson SG[13].

- Робби Кригер, гитарист американской группы The Doors на протяжении всей своей карьеры играет на гитарах Gibson SG[13]. (преимущественно модели 1961-1968 годов выпуска). В настоящее время фирмой Gibson выпускается Robby Krieger SG - именная модель гитариста.

- Эрик Клэптон играл на Gibson SG Standard 1964 года выпуска[14], начиная с 1967 года, пока он был участником группы Cream.[1] Эта гитара была известна как «дурацкая» гитара, так как она была разукрашена голландскими художниками из объединения The Fool. Весной 1968 года SG была отдана в аренду Джеки Ломаксу, коллеге Джорджа Харрисона.[1] «Дурацкая» гитара была продана Тодом Рандгреном за 500 долларов. В конечном же итоге гитара была продана частному коллекционеру за 150,000 долларов.[1]

- Тони Айомми из Black Sabbath является владельцем нескольких заказных чёрных Gibson SG для левшей с белыми инкрустациями на грифе в форме креста.[1][15]Epiphone производит аналогичные гитары, как у Тони Айомми G-400.

- Джон Чиполина из Quicksilver Messenger Service использовал обычный Gibson SG[13] с обычной накладкой в форме летучей мыши, а также номера ладов на борту с уникальными узорами.
- Карлос Сантана, выдающийся мексиканский и американский гитарист использовал Gibson SG Standard на заре своей карьеры.
- Джордж Харрисон, соло-гитарист The Beatles. Многие песни группы в 1966-1968 годах были записаны с помощью этой гитары.
- Дарон Малакян, гитарист System Of A Down. SG Gibson являлась основной сценической гитарой, с 2005 окончательно перешел на Gibson SG Reissue' 61.
- Эдмунд Шклярский, лидер группы Пикник использовал  Gibson SG Standard с корпусом из красного дерева в качестве основной гитары с 2009 по 2016 год

- Music Machine выпустила ограниченным тиражом двадцать Stinger SG в 2003 году. 10 были стандартами и 10 были обычными.
- Дерек  Тракс  известный американский гитарист. Лидер музыкальной Группы The Derek Trucks Band . Шестнадцатый лучший гитарист по версии журнала Rolling Stones. Начал играть на гитаре Gibson SG с 2011 года и играет на ней по сей день.

## Сравнительные характеристики SG и Les Paul
SG имеет более тонкий корпус, чем Gibson Les Paul, и, как результат, намного более лёгкий. Однако из-за малого веса корпуса, SG ругают за тяжёлый гриф. Профиль грифа SG, как правило, меньше, чем у Gibson Les Paul, однако он зависит от года выпуска и индивидуальной модели SG. У SG также отсутствуют резная кленовая верхняя часть. В отличие от Gibson Les Paul гриф SG соединён с корпусом на 19-м ладу, что позволяет легко достигнуть верхних ладов. Несмотря на различия в дизайне корпусов, обе модели имеют сходную электронику и управление. SG звучит глухо и тепло, так как дека сделана из чистого красного дерева, что делает эту гитару идеальной для игры на овердрайве, а Les Paul звучит жирно (басисто) и лязгающе, так как корпус значительно толще, что делает эту гитару идеальной для игры на чистом звуке.

## Дополнительные ссылки
- Сайт компании Gibson
- Детали на Gibson SG
- Информация о Gibson SG
- Детали на SG, используемые used by Питом Таунсендом
- Новости BBC о Gibson SG Джорджа Харрисона